# Zamosze (rejon łuniniecki)
Zamosze (biał. Замошша; ros. Замошье) – chutor na Białorusi, w obwodzie brzeskim, w rejonie łuninieckim, w sielsowiecie Bostyń, przy Łunińskim Rezerwacie Biologicznym.
W XIX w. folwark. W dwudziestoleciu międzywojennym wieś leżąca w Polsce, w województwie poleskim, w powiecie łuninieckim, do 18 kwietnia 1928 w gminie Łunin, następnie w gminie Łuniniec. Po II wojnie światowej w granicach Związku Sowieckiego. Od 1991 w niepodległej Białorusi.